# Sparreska palatset, Riddarholmen
För andra betydelser, se Sparreska palatset.

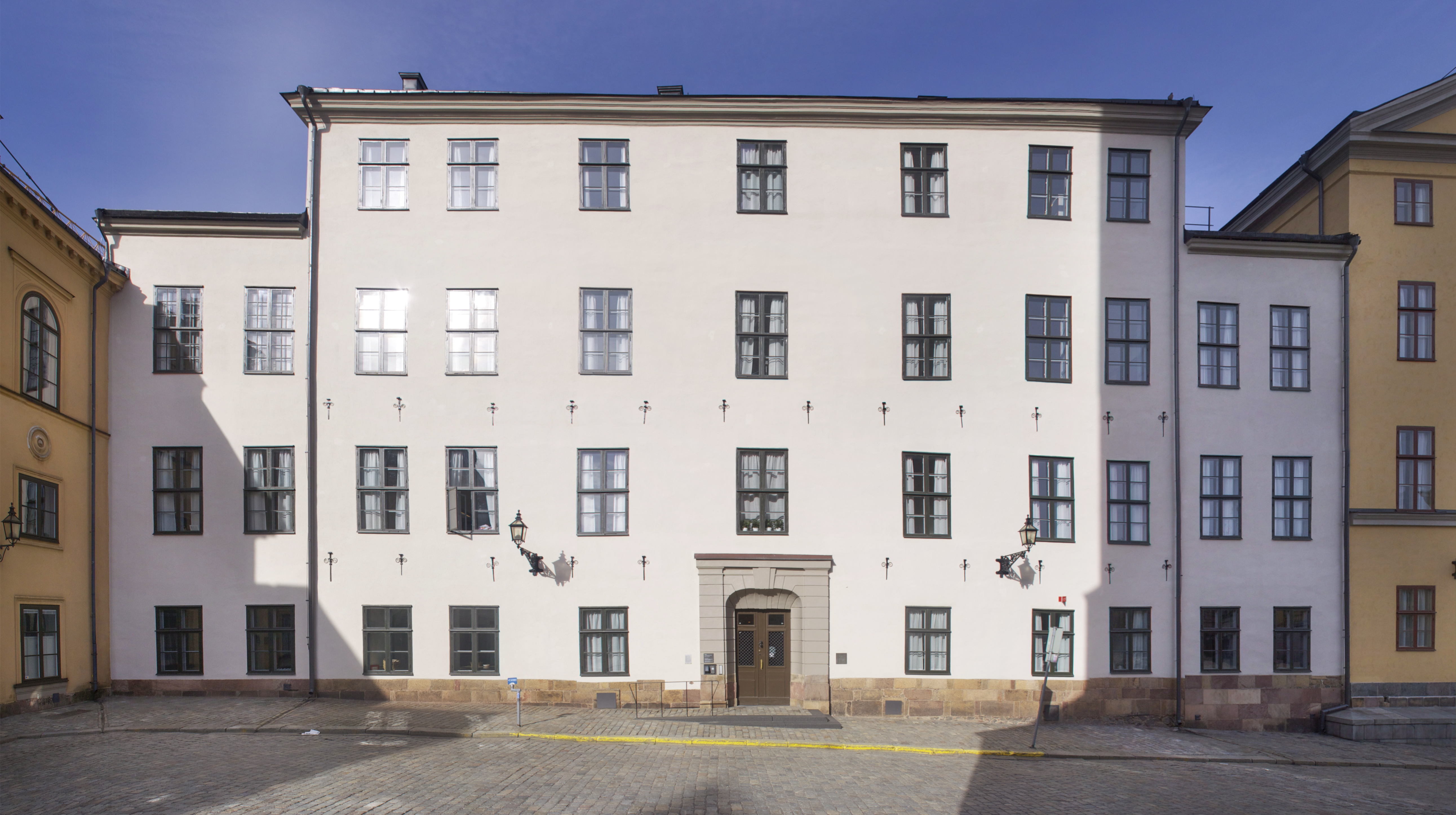
Sparreska palatset, torgfasaden (2012).

Sparreska palatset är ett palats beläget på Birger jarls torg 11 på Riddarholmen i Stockholm. Sedan 2011 hyser det Högsta förvaltningsdomstolen.
Palatset är ett av de äldsta och förnämsta i Stockholm, som uppfördes omkring Riddarholmskyrkan, vid vattenfronten, under stormaktstiden för att ”försköna fäderneslandet” och huvudstaden. I likhet med Makalös och Fersenska palatset byggdes som en självständig huvudbyggnad, med strikt symmetriska fasader och valmat tak samt utsiktsterrass, ett av de första i Stockholm av denna typ, inspirerad av italienska villor. Huset är statligt byggnadsminne och förvaltas av Statens fastighetsverk.

## Historik

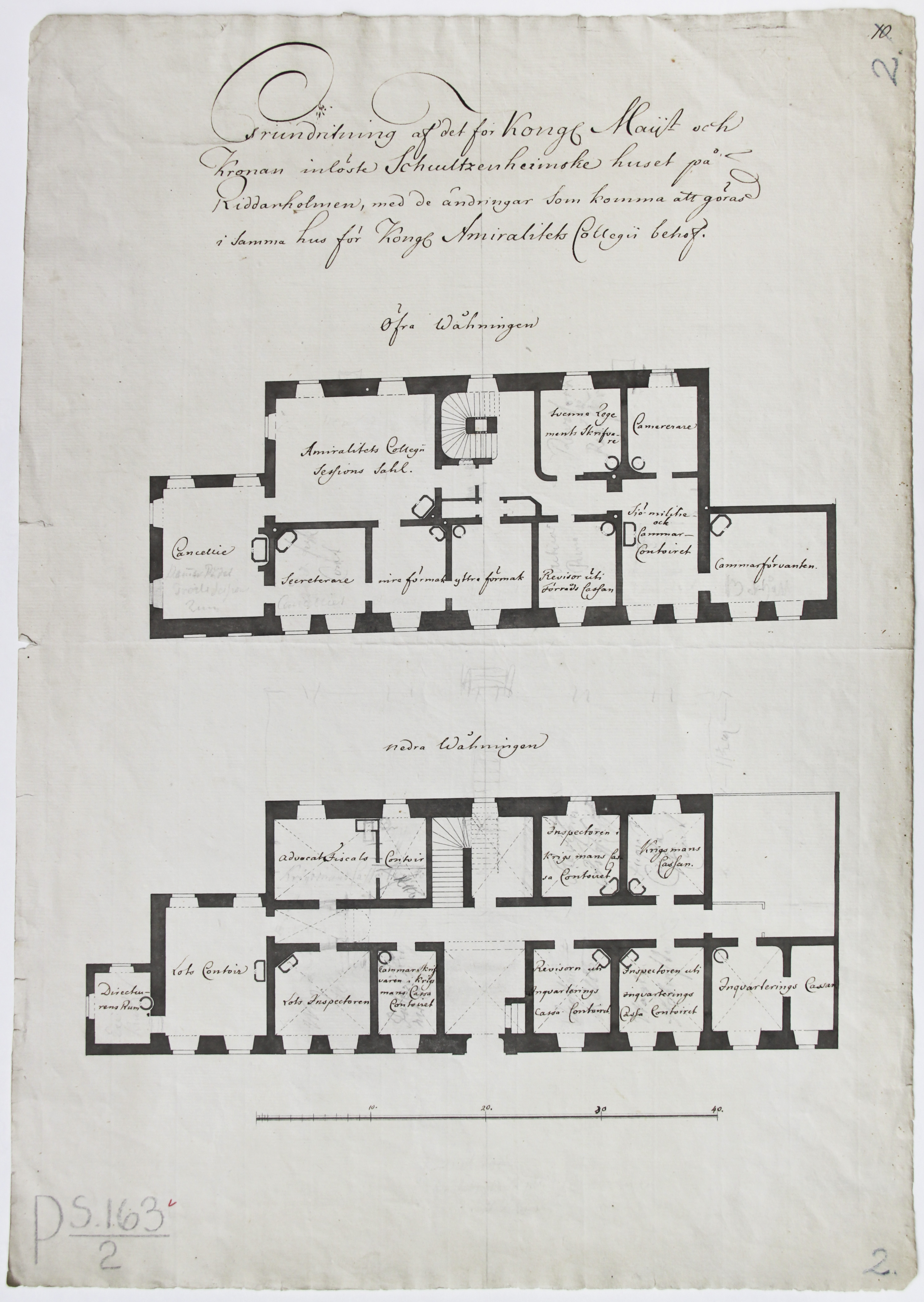
Schulzenheimska huset 1776: bottenvåningen och första våningen upp, planerade för inflyttning av Amiralitetskollegiet. Ur RA/ÖIÄ:s ritningar PS 163.

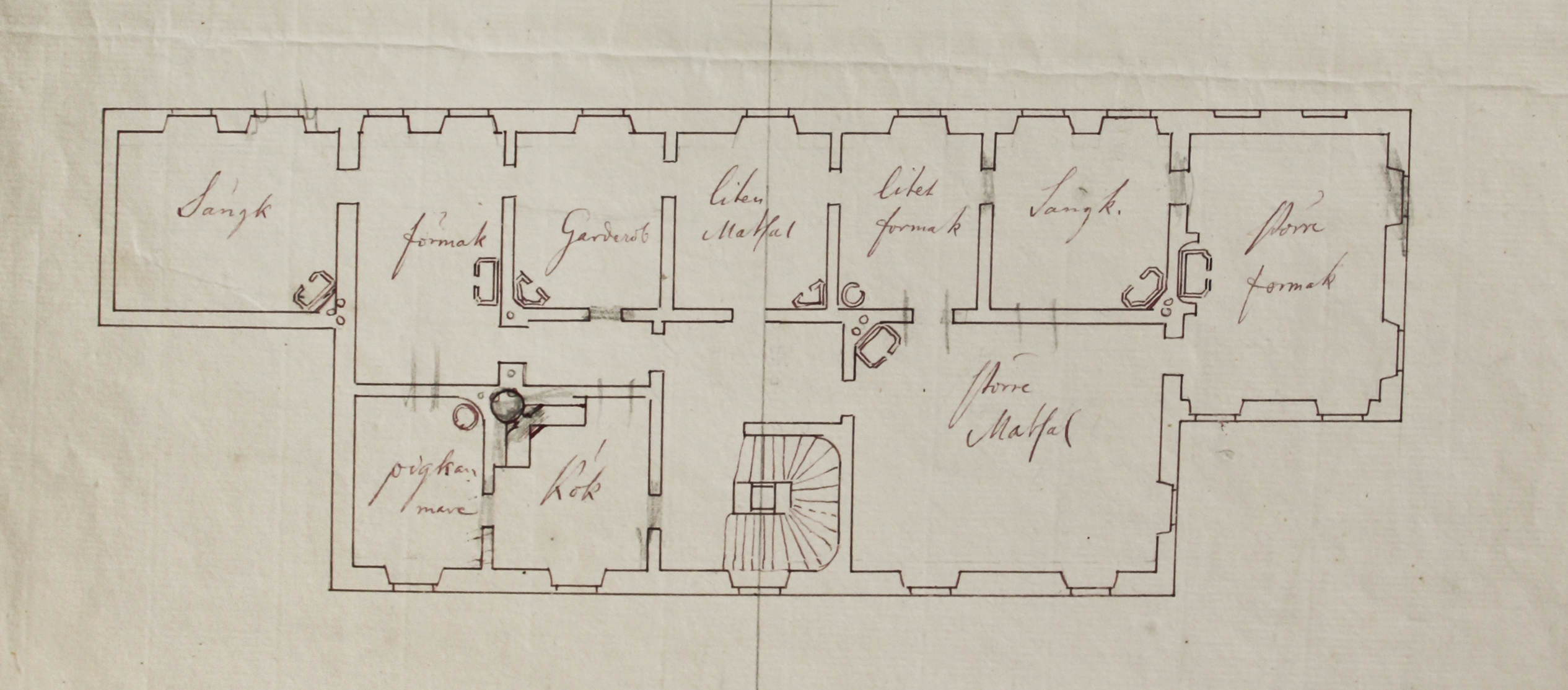
David von Schulzenheim och hans hustru Catharina Eleonora Svedenstierna bode kvar i översta våningen, även efter husförsäljningen, fram till 1778. Fruns svit upptog den norra halvan, till vänster, och herrens lägenhet sträckte sig i den södra halvan, till höger. Ur RA/ÖIÄ:s ritningar PS 163.

### Privat palats
Byggnaden uppfördes i slutet av 1630-talet eller i början av 1640-talet av riksrådet Peder Eriksson Sparre. År 1714 köptes huset av riksrådet greve Samuel Barck. Efter hans död (1745) sålde arvingarna fastigheten till överkommissarien Johan Dahl, som bodde i huset fram till sin död 1763. Johan Dahl uppförde norra flygeln och ett stall- och vagnshus sydöst om palatset. Professorn i förlossningskonst David von Schulzenheim, som var Johan Dahls läkare, förvärvade Sparreska palatset från sterbhuset. Han uppförde södra flygeln och inrättade i bottenvåningen ett barnbördshus med tio sängar. Det blev ursprunget till Allmänna BB.

### I statligt ägo
År 1776 såldes huset till staten varefter det användes av följande institutioner: Amiralitetskollegiet (1776–1791), Generalsjömilitiekontoret (1791–1794), Överståthållarämbetet (1795–1803), Förvaltningen av Sjöärendena (1803–1877), Sjöförsvarsdepartementets kansli samt kommandoexpeditionen (1850–1909), Kungliga Marinförvaltningen (1878–1916), Chefen för flottans militärpersonal, Flottans stab (1884–1899), Riksräkenskapsverket (1922–1967), Kammarrätten (1967–2008), Högsta förvaltningsdomstolen (2008–). Från 1807 till 1808, efter den stora Riddarholmsbranden 1802, försågs det Sparreska palatset med ännu en våning. Från 2010 till 2011 genomgick palatset en omfattande inre renovering och återfick sina ursprungliga fasadfärger från 1600-talet.
Palatset är sammanbyggt med (Gamla) Kammarrättens hus. Båda byggnaderna används av Högsta förvaltningsdomstolen och förvaltas av Statens fastighetsverk.